# Attentat du 15 juin 2021 à Mogadiscio
 (juin 2021).
Pour les articles homonymes, voir Attentat de Mogadiscio.
L'attentat du 15 juin 2021 à Mogadiscio est un attentat suicide à la bombe survenu le 15 juin 2021 à Mogadiscio, en Somalie, au camp militaire du général Dhegobadan,. L'attentat a fait 15 morts parmi les recrues de l'armée. Le kamikaze était dans une file d'attente de recrues, prétendant être l'un d'entre eux,.
Les Shebabs, la branche somalienne/est-africaine d'Al-Qaïda, ont revendiqué l'attentat. Il s'agit de l'attaque la plus meurtrière dans la capitale somalienne depuis décembre 2019, lorsqu'un attentat au camion piégé des shebabs à un poste de contrôle de la police a fait 85 morts et 140 blessés,.